# Cabina de peaje

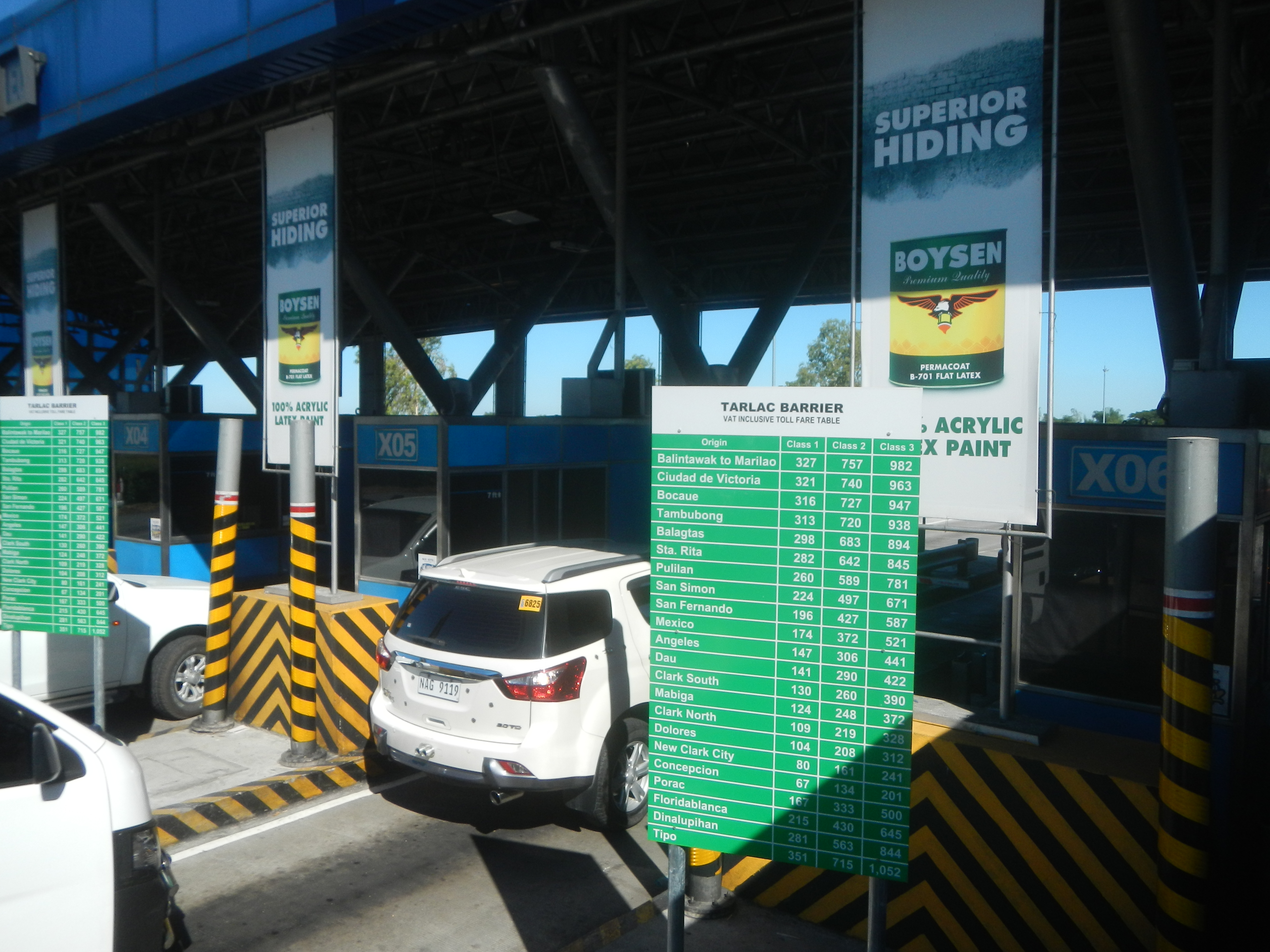
Un automóvil parado en una cabina de peaje en Filipinas.

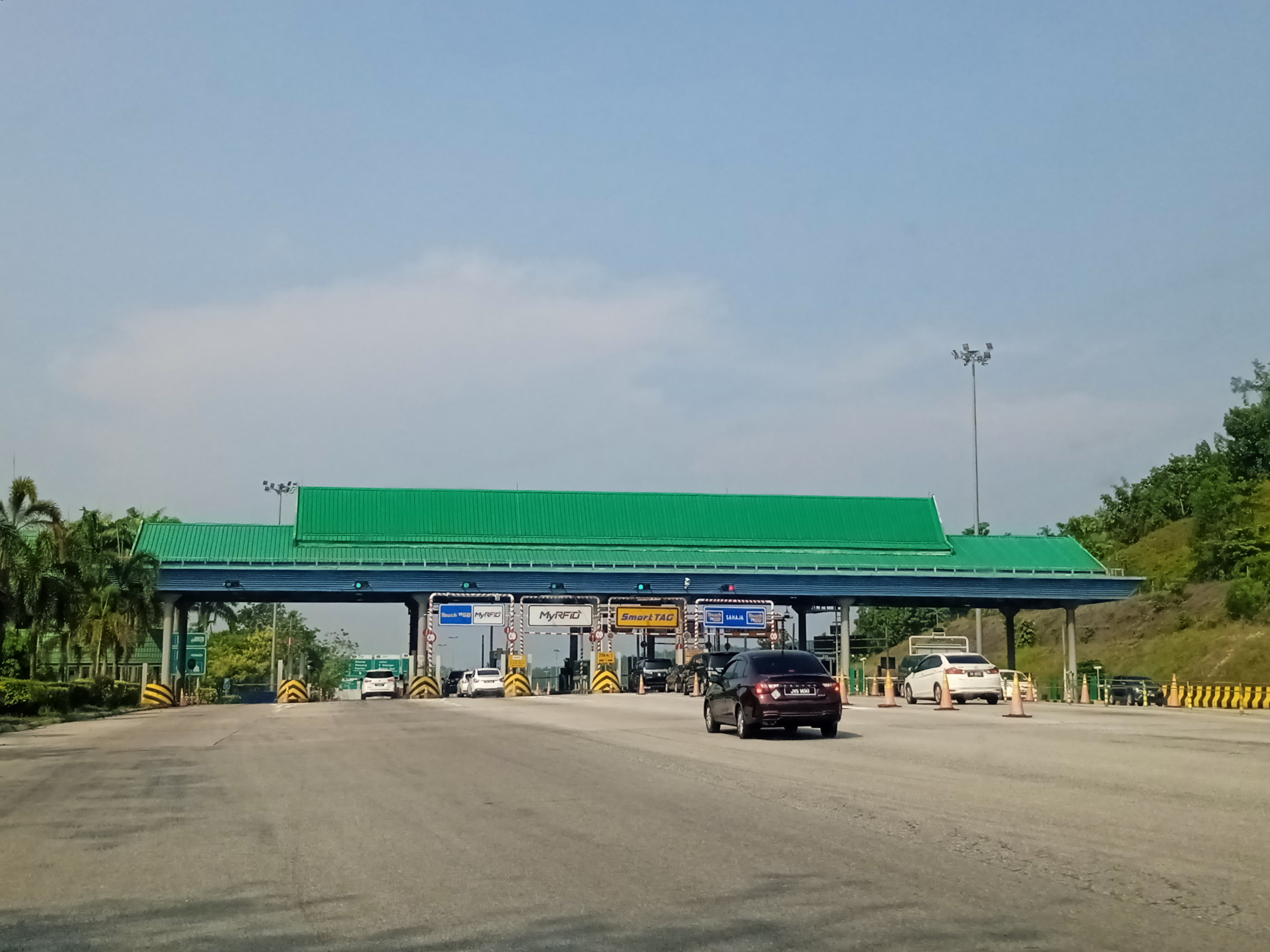
Cabinas de peaje en una autopista de Selangor, Malasia.

Una cabina de peaje es un recinto colocado a lo largo de una carretera de peaje desde donde el personal laboral cobra un peaje al tráfico que pasa. La estructura que consta de varias cabinas de peaje colocadas una al lado de la otra se llama estación de peaje o simplemente, de forma coloquial, peaje. Históricamente, estos sistemas estaban atendidos por agentes de transporte que cobraban el peaje manualmente, pero en la actualidad muchos han sido reemplazados por sistemas automáticos de cobro de peaje electrónico.

## Reemplazo

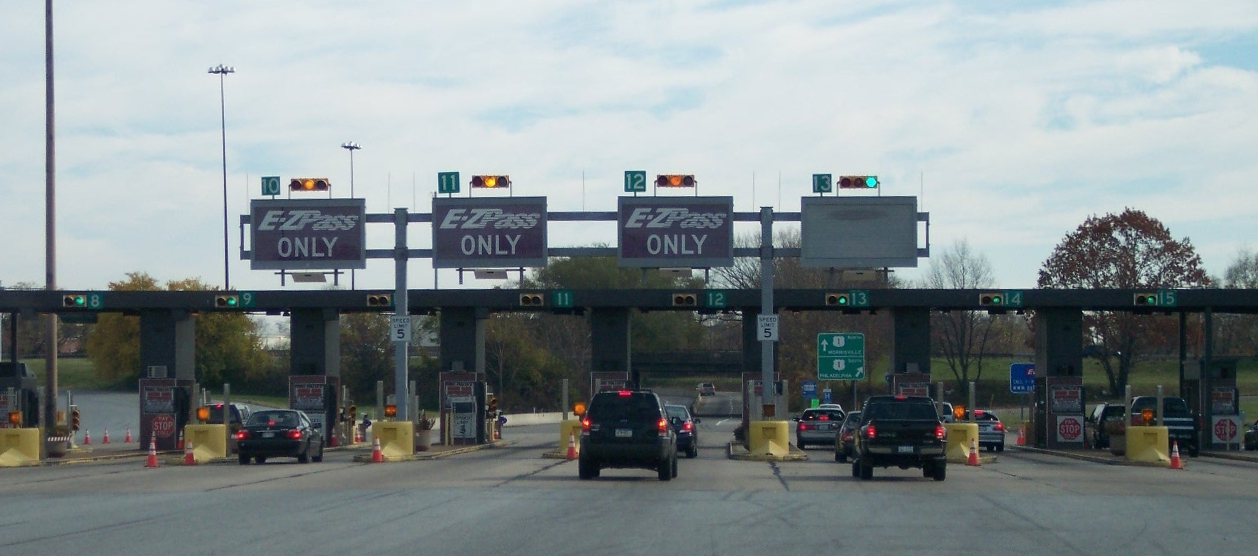
Estación de peaje en la autopista Pensilvania Turnpike antes de la conversión a peaje totalmente electrónico.

En el siglo XXI, los sistemas de cobro de peaje electrónico han reemplazado las antiguas cabinas de peaje en todo el mundo. Los beneficios del cobro automático de peajes incluyen el ahorro de tiempo y dinero para los conductores en comparación con las cabinas de peaje tradicionales.

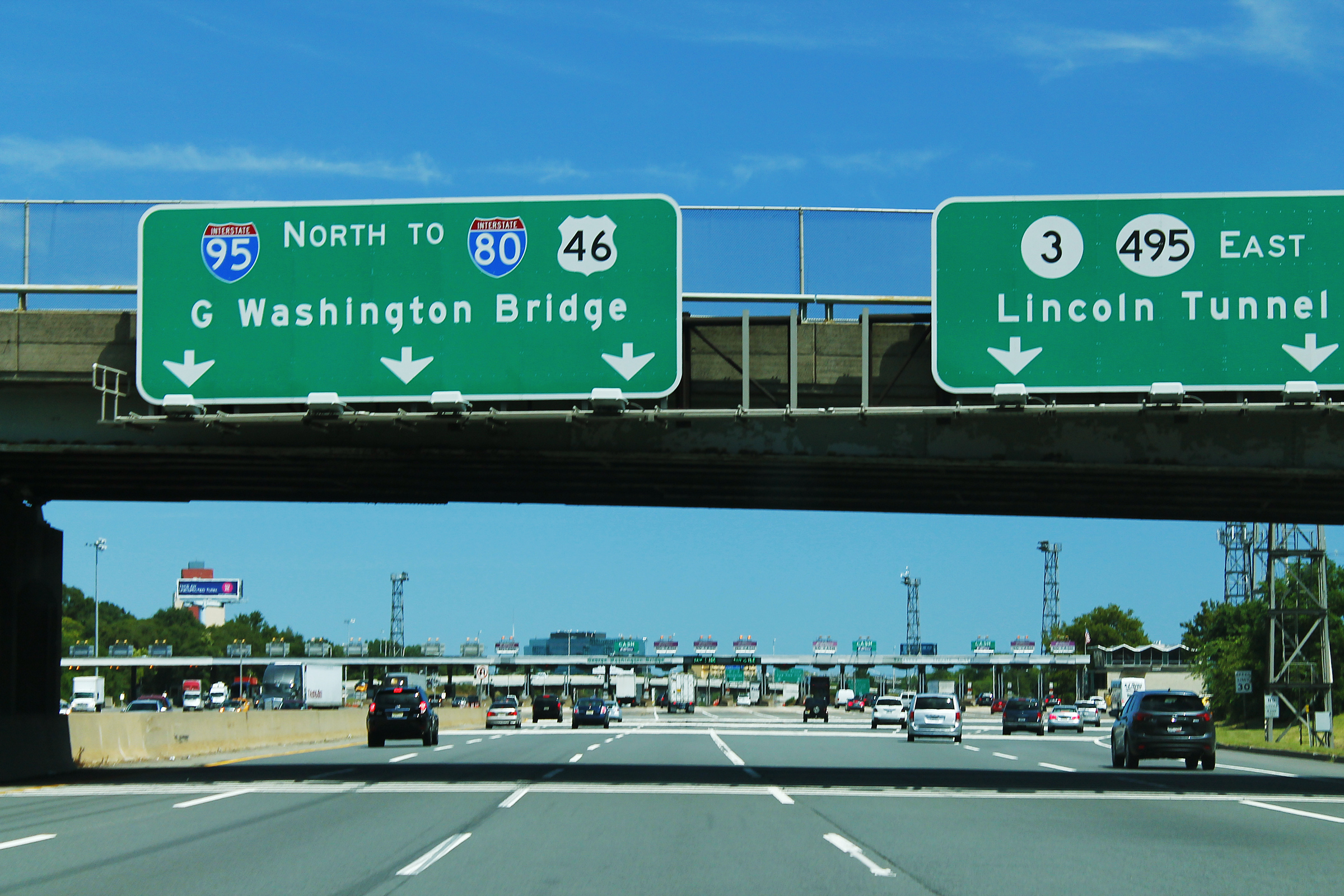
Algunas cabinas de peaje se han ampliado, añadiendo puertas de peaje para dar cabida al creciente tráfico de automóviles, como la autopista de peaje de Nueva Jersey.

La pandemia de COVID-19 provocó la desaparición de cabinas de peaje, lo que obligó a los gobiernos a acelerar su transición hacia un sistema de peaje totalmente electrónico, eliminando todos los pagos en efectivo en las estaciones de peaje. De manera similar, la autopista de peaje de Pensilvania aceleró su plan para adoptar un sistema de peaje totalmente electrónico. Si bien las cabinas de peaje aún están instaladas en todo el sistema de autopistas, hay carteles que informan a los conductores que deben seguir avanzando por la estación de peaje para ser cobrados.